# Amazon Air
Amazon Air, precedentemente nota come Amazon Prime Air, è una compagnia aerea cargo che opera esclusivamente per il trasporto di pacchi di Amazon. Nel 2017 ha cambiato nome da Amazon Prime Air ad Amazon Air per differenziarsi dal loro omonimo servizio di consegna tramite droni. Tuttavia, il logo Prime Air rimane parte della livrea applicata agli aerei. Fino a gennaio 2021, la compagnia aerea si era affidata al wet lease dei suoi aeromobili ad altri operatori, ma ha comunicato la volontà di ottenere aerei di proprietà in futuro. Sugli aerei di proprietà, la compagnia aerea farà ancora affidamento su altri per i contratti di locazione CMI: fornirà gli aeromobili, ma cercherà equipaggio, manutenzione e assicurazione esterni.

## Storia
Nel novembre del 2015, Amazon ha annunciato di voler creare la propria compagnia aerea cargo per espandere le capacità di spedizione.
Nel marzo del 2016, Amazon ha comprato il 19,99% delle azioni di Air Transport International e inizia le operazioni di trasporto merci con 20 Boeing 767.
Il 31 gennaio 2017, Amazon ha annunciato che Amazon Air avrebbe reso l'Aeroporto Internazionale di Cincinnati-Kentucky Settentrionale il suo hub principale, che è entrato in funzione il 30 aprile 2017. Amazon ha ricevuto 40 milioni di dollari dai Governi locali in incentivi fiscali per iniziare la costruzione su circa 370 ettari di un impianto di smistamento di circa 280.000 metri quadrati e un parcheggio per oltre 100 aerei cargo; il costo stimato del progetto era di 1,5 miliardi di dollari.
Nel dicembre del 2017 la compagnia ha cambiato nome da Amazon Prime Air a Amazon Air per evitare la confusione con l'omonimo servizio di consegne con droni.
A giugno 2018, Amazon Air aveva 20 dei suoi 33 aerei cargo basati presso l'aeroporto Internazionale di Cincinnati-Northern Kentucky (KCVG), con il resto che volava su rotte di transito da punto a punto attraverso gli Stati Uniti. Amazon Air si sarebbe trasferita negli uffici dell'ex sede di Comair entro marzo 2018.
Amazon ha noleggiato altri 10 Boeing 767-300 da ATSG nel dicembre 2018.
Per il 2019 e il 2020, Amazon si è impegnata a noleggiare altri 10 767-300 da Air Transport Services Group, che hanno portato i velivoli attivi a un totale di 50. La prima fase della struttura di smistamento del CVG, che comprende 440 acri (180 ha), è stata completata nel 2020, mentre i restanti 479 acri (194 ha) saranno sviluppati entro il 2025-2027 durante la fase due.
Nel luglio 2020, Amazon Air si era assicurata fino a sei milioni di galloni di carburante per aviazione sostenibile (SAF) fornito da Shell Aviation e prodotto da World Energy.
Nel settembre 2020, Amazon si è impegnata ad acquistare quattro velivoli nell'ambito delle proprie operazioni. Questi sono i primi velivoli che la compagnia possiederà invece di noleggiare. I quattro velivoli, dei Boeing 767-300, erano precedentemente di proprietà di WestJet, che li ha acquistati da Qantas nel 2015. Nel gennaio 2021, con il traffico aereo passeggeri gravemente calato e il traffico merci in aumento a causa della pandemia di COVID-19, Amazon lo ha annunciato di aver completato l'acquisto di 11 Boeing 767-300 da Delta Air Lines e WestJet.
Nel marzo 2021, Amazon ha esercitato i warrant per acquisire una quota di minoranza in Air Transport Services Group, la società madre del sub-locatore di Amazon Air Air Transport International. L'operazione è stata valutata 131 milioni di dollari per 13,5 milioni di azioni della società. Amazon detiene anche warrant per acquisire una partecipazione di minoranza in Atlas Air Worldwide Holdings, la società madre di Atlas Air.

## Flotta

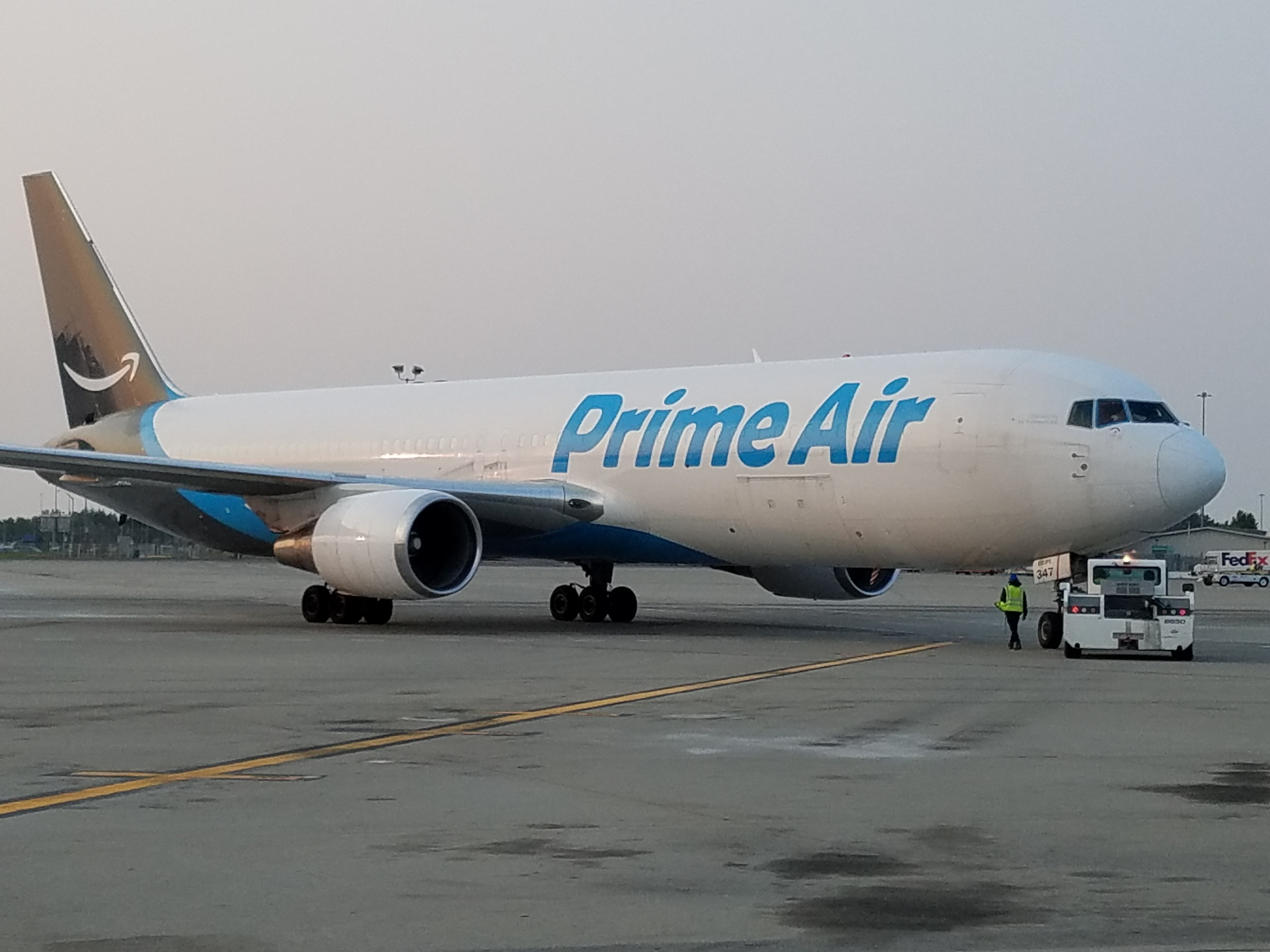
Un Boeing 767-300ER(BDSF).

A gennaio 2024 la flotta di Amazon Air è così composta:

## Incidenti
- 23 febbraio 2019: il volo Atlas Air 3591, un Boeing 767-300(BDSF) della Atlas Air operante per Amazon Air, è precipitato nella Trinity Bay vicino ad Anahuac, in Texas. L'incidente è avvenuto a circa 30 miglia (48 km) a sud-est dell'aeroporto Intercontinentale George Bush mentre l'aereo si stava avvicinando per atterrare. Il velivolo stava operando un volo di linea dall'aeroporto Internazionale di Miami al George Bush Intercontinental. Tutte e tre le persone a bordo (due membri dell'equipaggio e un passeggero) sono rimaste uccise. Nel giugno 2020, il National Transportation Safety Board ha concluso le indagini determinando la causa dell'incidente come un errore del pilota in risposta all'attivazione accidentale della modalità di go around durante la fase di avvicinamento.[16]